# Arnold Lottering
Arnoldus Johannes Lottering (ur. 27 sierpnia 1983) – południowoafrykański zapaśnik walczący w obu stylach. Srebrny i brązowy medalista igrzysk afrykańskich w 2003. Mistrz Afryki w 2003 i drugi w 2004 roku. 